# Loma-Mountains-Nationalpark
Der Loma-Mountains-Nationalpark (englisch Loma Mountains National Park; LMNP) ist ein Nationalpark im westafrikanischen Sierra Leone. Es umfasst die gleichnamigen Loma Mountains im Norden des Landes und misst 332,01 Quadratkilometer.
Das Gebiet wurde 1972 als Waldreservat ohne Jagd proklamiert und im Dezember 2012 in den Status eines Nationalparks erhoben. Von der IUCN ist es ebenfalls als Nationalpark eingestuft.
Der Nationalpark ist Heimat von 183 Säugetierarten, darunter insbesondere Waldbüffel, Maxwell-Ducker und Schimpansen. Die Schimpansenpopulation (Stand 2019) wird mit mehr als 1390 angegeben, was einem Zuwachs von 79 Prozent gegenüber 2010 entspricht. Es soll sich um das wohl wichtigste Rückzugsgebiet für Schimpansen in Westafrika handeln. Nachgewiesen wurden auch Elefant, Giraffe, Flusspferd und Zwergflusspferd, 396 Vogelarten sowie 36 verschiedenen Amphibien.